# Harald Stockert
Harald Stockert (* 23. August 1970 in Tauberbischofsheim) ist ein deutscher Historiker und Archivar.

## Leben
Harald Stockert studierte Geschichte, Mathematik und Germanistik auf Lehramt an der Universität Mannheim sowie der Universiteit van Amsterdam und promovierte am Historischen Seminar der Universität Mannheim mit einer Arbeit über die Fürsten von Löwenstein-Wertheim zwischen 1780 und 1850. Von 1998 bis 2000 absolvierte er das Referendariat für den höheren Archivdienst und kam 2001 als Abteilungsleiter „Zwischenarchiv“ zum Stadtarchiv Mannheim – Institut für Stadtgeschichte und wurde 2008 dessen stellvertretender Institutsleiter. Die mehrjährige Transformation des Hauses hin zum MARCHIVUM – Haus der Stadtgeschichte und Erinnerung lenkte er in enger Zusammenarbeit und Führungsverantwortung zusammen mit der Fachbereichsleitung. Seit 2014 ist er zudem Geschäftsführer der Mannheimer Archiv- und Digitalisierungs-Gesellschaft (MAUD GmbH), die in vielen Projekten eng mit dem MARCHIVUM zusammenarbeitet. Am 1. August 2023 wurde er als Nachfolger von Ulrich Nieß zum neuen Direktor des MARCHIVUM ernannt.
Zu seinen Veröffentlichungsschwerpunkten gehören neben archivischen Fachthemen die südwestdeutsche Landesgeschichte, Adelsgeschichte sowie die Mannheimer Stadtgeschichte.

## Auszeichnungen
2000 Baden-Württembergischer Geschichtspreis

## Schriften (Auswahl)
- Napoleons Zweitfamilie in Mannheim: Der Sohn, die Geliebte, die Adoptivtochter und der Intendant des Nationaltheaters (Schriftenreihe MARCHIVUM Nr. 11), Ubstadt-Weiher/Heidelberg/Stuttgart/Speyer/Basel 2023, ISBN 978-3-95505-412-0.
- (Hrsg. zs. mit Philipp Gassert, Ulrich Nieß) Zusammenleben in Vielfalt: Zuwanderung nach Mannheim von 1607 bis heute (Veröffentlichungen zur Mannheimer Migrationsgeschichte Band 1), Ubstadt-Weiher/Heidelberg/Speyer/Stuttgart/Basel 2021, ISBN 978-3-95505-311-6
- (Hrsg. zs. mit Martin Ehlers, Markus Friedrich) Dokumentation zur Tagung 200 Jahre Radsportgeschichte: von Teufelslappen, Sprinterzügen und Nachführarbeit: am 10. Juni 2017 in Mannheim, Mannheim 2017, ISBN 978-3-9817924-3-0
- (Hrsg. zs. mit Ulrich Nieß, Philipp Gassert u. a.) Migration im Quadrat: 25 Mannheimer Biographien: eine Ausstellung des Stadtarchivs Mannheim – Institut für Stadtgeschichte und des Historischen Instituts der Universität Mannheim, Mannheim 2016, ISBN 978-3-9813584-9-0
- (zs. mit Andreas Henn) Mannheim! Geschichte erzählt in vergleichenden Ansichten, Heidelberg/Ubstadt-Weiher/Basel 2013, ISBN 978-3-89735-761-7
- „... viele adeliche Häuser“. Stadtsitze, Landschlösser und adlige Lebenswelten in Mannheim und der Kurpfalz (Beiträge zur Mannheimer Architektur- und Baugeschichte Bd. 7), Mannheim 2011, ISBN 978-3-941001-08-4
- Adel im Übergang: die Fürsten und Grafen von Löwenstein-Wertheim zwischen Landesherrschaft und Standesherrschaft 1780 – 1850 (Veröffentlichungen der Kommission für Geschichtliche Landeskunde in Baden-Württemberg: Reihe B, Forschungen 144), Stuttgart 2000, ISBN 3-17-016605-0